# Artemisia Gentileschi
Artemisia Lomi Gentileschi (Roma, 8 de julio de 1593-Nápoles, hacia 1656) fue una pintora barroca italiana.   
Su formación artística comenzó en el taller de su padre, el pintor toscano Orazio Gentileschi (1563-1639), uno de los grandes exponentes de la escuela romana de Caravaggio. Aprendió de su padre la técnica del dibujo y el fuerte naturalismo de las obras de Caravaggio, con quien se la ha comparado por su dinamismo y por las escenas violentas que a menudo representan sus pinturas. En sus cuadros desarrolló temas históricos y religiosos. Fueron célebres sus pinturas de personajes femeninos como Lucrecia, Betsabé, Judit o Cleopatra, en los que se han leído rasgos feministas.
En mayo de 1611, cuando tenía 18 años, el pintor Agostino Tassi, maestro suyo y amigo de su padre, la violó. Suceso que se considera que tuvo influencia tanto en su vida como en su pintura.
Dio sus primeros pasos como artista en Roma y continuó su carrera en distintas ciudades de Italia. En 1612 se mudó a Florencia. Fue la primera mujer en hacerse miembro de la Accademia delle arti del disegno de Florencia y tuvo una clientela internacional. Trabajó bajo los auspicios de Cosme II de Médici. En 1621 trabajó en Génova, luego se trasladó a Venecia, donde conoció a Anton Van Dyck y Sofonisba Anguissola. Más tarde regresó a Roma y, entre 1626 y 1630, se mudó a Nápoles. En el periodo napolitano, la artista recibió por primera vez un pedido para realizar la pintura al fresco de la iglesia de la ciudad de Pozzuoli, cerca de Nápoles. Durante el periodo de 1638 a 1641, vivió y trabajó en Londres con su padre bajo el patrocinio de Carlos I de Inglaterra. Luego regresó a Nápoles, donde vivió hasta su muerte.

## Biografía

### Comienzos romanos
Artemisia Gentileschi  era la hija mayor del pintor Orazio Gentileschi y Prudenzia di Ottaviani Montoni, quien a su muerte, en 1605, dejó tres varones y a Artemisia, que tenía entonces 12 años de edad. Artemisia fue introducida a la pintura en el taller de su padre, mostrando más talento que sus tres hermanos, que trabajaban junto a ella. Aprendió dibujo, cómo empastar los colores y dar brillantez a los cuadros. Dado que el estilo de su padre, en aquellos tiempos, se remitía explícitamente al arte de Caravaggio (con el que Orazio tenía relaciones de familiaridad), también los primeros pasos artísticos de Artemisia se aproximaron al pintor lombardo. Pero su enfoque de los temas era diferente al de su padre. Al mismo tiempo, Artemisia tuvo que resistir la «actitud tradicional y la sumisión psicológica a este lavado de cerebro y los celos de su talento obvio».

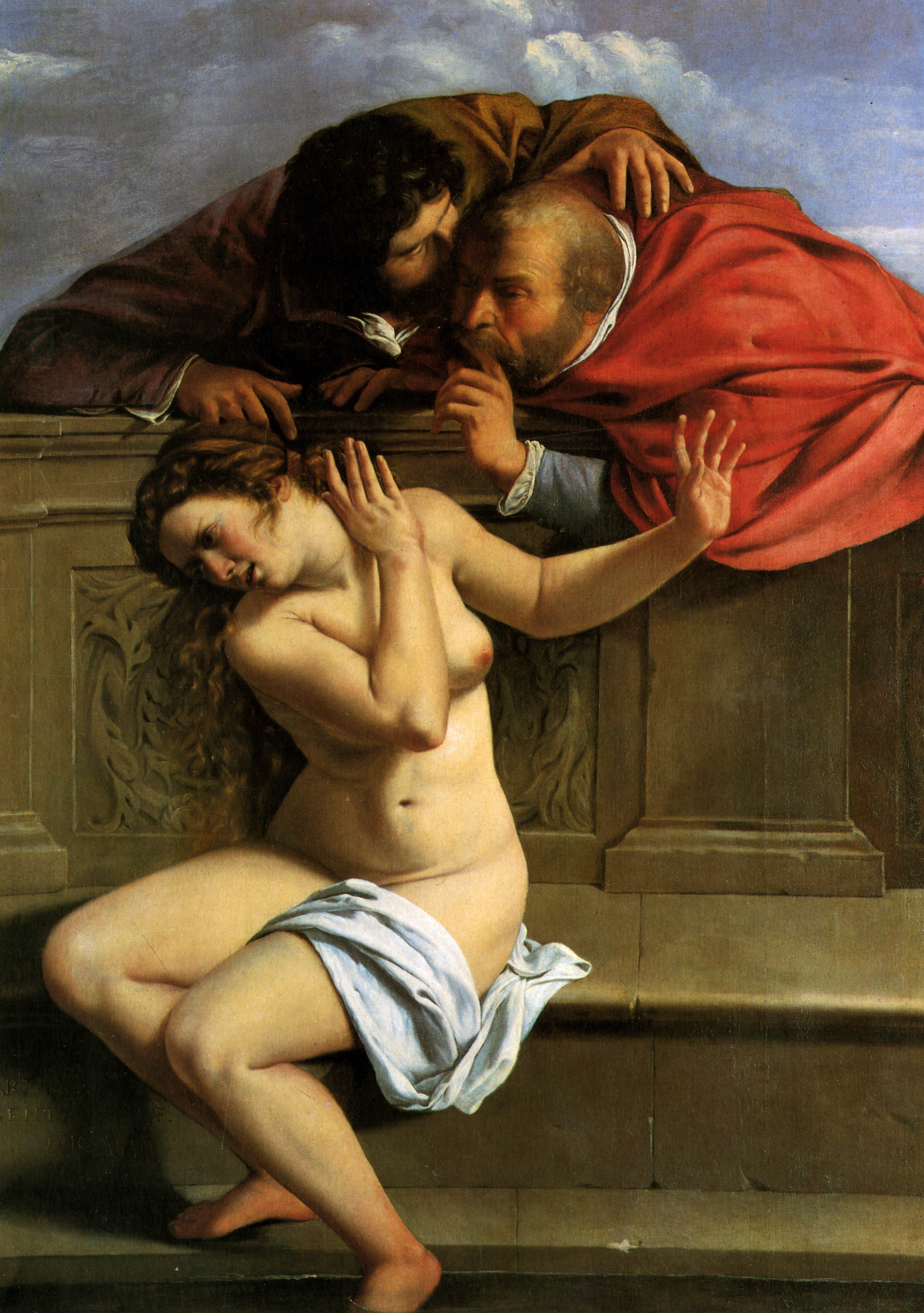
Susana y los viejos, Colección Schönborn, Pommersfelden.

En 1610 firmó a los diecisiete años su primera obra (atribuida durante mucho tiempo a su padre): Susana y los viejos, conservada en la colección Schönborn. A diferencia del enfoque de otros autores, la mitológica Susana de Artemisia rehúye avergonzada la atención de los viejos.
En 1611, dado que el acceso a la enseñanza de las academias profesionales de Bellas Artes era exclusivamente masculino y por tanto le estaba prohibido, su padre le dio un preceptor privado, Agostino Tassi. Con él estaba trabajando en aquel tiempo Orazio, en la decoración de las bóvedas de Casino della Rose dentro del Palacio Pallavicini Rospigliosi en Roma.
En mayo de 1611, Tassi la violó. Al principio, prometió salvar su reputación casándose con ella, pero más tarde renegó de su promesa, pues ya estaba casado, y Orazio lo denunció en marzo de 1612 ante el Tribunale Criminale del Governatore di Roma. La instrucción, que duró siete meses, permitió descubrir que Tassi había planeado asesinar a su esposa, cometió incesto con su cuñada y quiso robar ciertas pinturas de Orazio Gentileschi. Del proceso que siguió se conserva documentación exhaustiva. Durante todo el juicio, Artemisia sostuvo su testimonio de violación, incluso tras la tortura a la que fue sometida: un instrumento que apretaba progresivamente cuerdas en torno a sus dedos. Además, tuvo que someterse a un examen ginecológico para demostrar que había sido desflorada. Tassi fue condenado a un año de prisión y al exilio de los Estados Pontificios. Las actas del proceso han influido grandemente en la lectura en clave feminista, dada en la segunda mitad del siglo XX, a la figura de Artemisia Gentileschi.
Este es el testimonio de Artemisia en el proceso, según los documentos de la época:

Cerró la habitación con llave y una vez cerrada me lanzó sobre un lado de la cama dándome con una mano en el pecho, me metió una rodilla entre los muslos para que no pudiera cerrarlos, y alzándome las ropas, que le costó mucho hacerlo, me metió una mano con un pañuelo en la garganta y boca para que no pudiera gritar y habiendo hecho esto metió las dos rodillas entre mis piernas y apuntando con su miembro a mi naturaleza comenzó a empujar y lo metió dentro. Y le arañé la cara y le tiré de los pelos y antes de que pusiera dentro de mí el miembro, se lo agarré y le arranqué un trozo de carne.

La pintura Giuditta che decapita Oloferne (Judit decapitando a Holofernes, 1612-1613), que se exhibe en el Museo de Capodimonte de Nápoles, de la que existe una segunda versión en la Galleria degli Uffizi de Florencia, pintada hacia 1620, impresiona por la violencia de la escena que representa y ha sido interpretada en clave psicológica y psicoanalítica como un deseo de venganza respecto a la violencia que ella había sufrido. Un mes después de que Tassi fuese exiliado, el 29 de noviembre de 1612, Artemisia se casó (en un matrimonio arreglado por su padre) con un pintor florentino, Pierantonio de Vincenzo Stiattesi (o Pietro Antonio Stiattesi), un modesto artista, lo que sirvió para restituirle a Artemisia (violada, engañada y denigrada por Tassi) un estatus de suficiente honorabilidad. De estos comienzos romanos data también la Madonna col Bambino (Virgen con niño) de la Galería Spada.

### Periodo florentino (1613-1620)

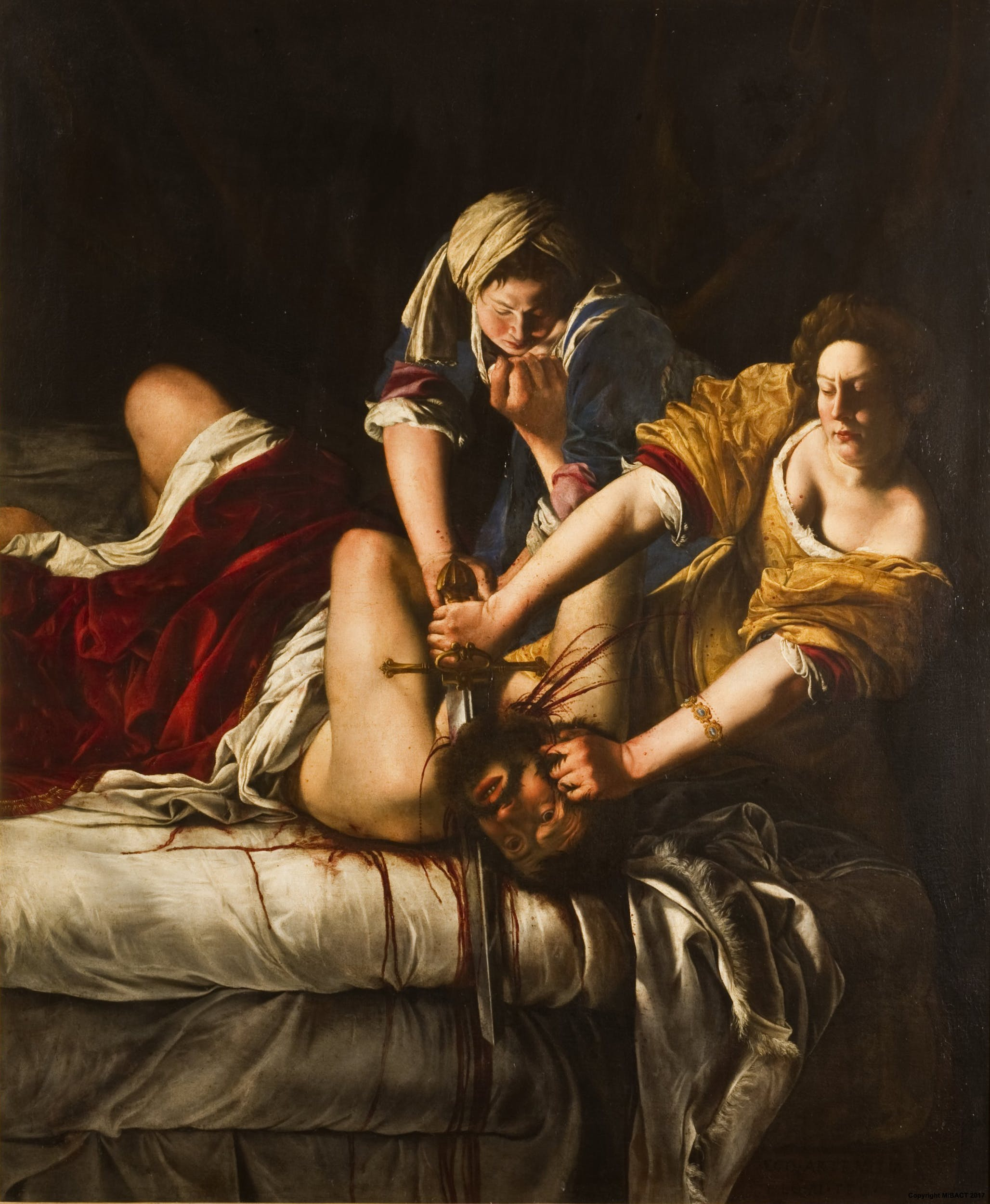
Judit decapitando a Holofernes (1614-20). Óleo sobre lienzo, Galleria degli Uffizi, Florencia.

Artemisia y su marido se instalaron en Florencia en 1613. Allí, Artemisia disfrutó de un gran éxito. Fue la primera mujer en ingresar en la Accademia del Disegno (Academia del Dibujo) de Florencia. Artemisia se convirtió en una exitosa pintora de corte.  Mantuvo buenas relaciones con los artistas más respetados de su tiempo, como Cristofano Allori, y fue capaz de conquistar los favores y la protección de personas influyentes, comenzando por el gran duque Cosme II de Médici y especialmente de la gran duquesa Cristina. Tuvo una buena relación con Galileo Galilei con quien se mantuvo en contacto epistolar durante largo tiempo, mucho más allá de su periodo florentino.
Entre sus admiradores tiene un puesto de especial relieve Buonarroti el joven (sobrino del gran Miguel Ángel), empeñado en construir la Casa Buonarroti para celebrar la memoria de su ilustre antecesor, encargó a Artemisia la ejecución de una tela destinada a decorar el techo de la galería de pinturas. La pintura en cuestión representa una Allegoria dell'Inclinazione (esto es, una alegoría del «talento natural»), representada en forma de una joven mujer desnuda que sostiene una brújula. Se cree que la atractiva figura femenina tenía los rasgos de la propia Artemisia, que —como sostenían las informaciones mundanas de la época— fue una mujer de extraordinario atractivo. En efecto, se suele entender que en las telas de Artemisia, los rasgos faciales de las hermosas y enérgicas heroínas que allí aparecen tienen un parecido al rostro que aparece en sus retratos o autorretratos: a menudo el que le encargaba cuadros debía desear tener una imagen que le recordase visualmente a la autora, cuya fama iba creciendo. Su éxito y la fascinación que emanaba de su figura alimentaron a lo largo de toda su existencia rumores sobre su vida privada.

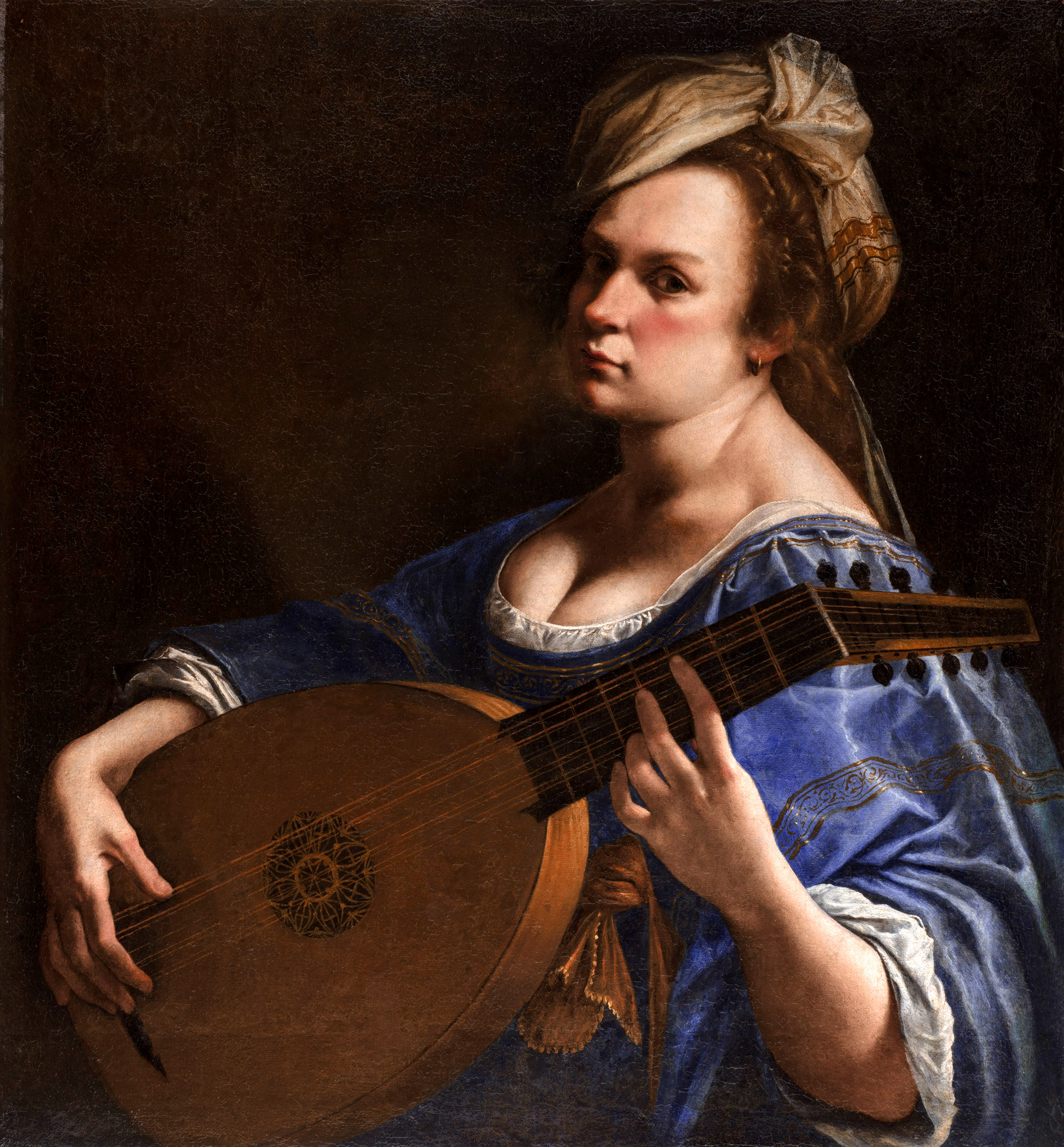
Autorretrato tocando un laúd, 1615-17. Wadsworth Atheneum.

Se ha considerado que durante este período florentino Artemisia también pintó La Conversione della Maddalena (La conversión de la Magdalena), y Giuditta con la sua ancella (Judit y su doncella), hoy en el Palacio Pitti. Artemisia pintó una segunda versión de Giuditta che decapita Oloferne (Judit decapitando a Holofernes), mayor que la versión de Nápoles y hoy en los Uffizi. Esta Judit y Holofernes o Degollación de Holofernes está considerada su obra maestra. Según afirma el historiador y experto en arte barroco italiano R. W. Bisell: 

Era también natural que ella representara a —e incluso se identificara con— la famosa heroína. Realmente su grisácea versión de Judit decapitando a Holofernes, hoy en la Uffizi, nos hace preguntarnos si, consciente o inconscientemente, Artemisia no le otorgara a Agostino Tassi el desafortunado papel de Holofernes.

 La oscuridad y gráfica violencia de esta obra, la frialdad con que Judit decapita a Holofernes, se atribuyen a su violación y al proceso humillante que le siguió.
Mientras estuvo en Florencia, Artemisia y Pierantonio tuvieron cuatro hijos y una hija. Pero solo la hija, Prudenzia, llegó a la edad adulta. A pesar de su éxito, debido a un exceso de gastos suyos y de su marido, el periodo florentino estuvo lleno de problemas con los acreedores y con su esposo. Es razonable suponer que fue esto lo que motivó su regreso a Roma, que realizó de manera definitiva en 1621, donde constaba como «cabeza de familia», con su hija Prudenzia y dos sirvientes. Más tarde se trasladó a Nápoles, lugar donde pintó su obra Betshabé y Lot y sus hijas.

### De nuevo en Roma y más tarde Venecia (1621-1630)
Ese mismo año en que, separada de su marido, Artemisia llegó a Roma, su padre Orazio dejó la ciudad y se trasladó a Génova. Algunos creen que Artemisia siguió a su padre a la capital ligur (incluso para explicar la persistencia de una afinidad de estilos que, todavía hoy, dificultan determinar quién de los dos pintó ciertas obras), pero no hay suficientes pruebas al respecto. La mayor parte de las evidencias apoyan la idea de que Artemisia permaneció en Roma, como mujer independiente, intentando encontrar una casa y criar a sus hijas, pues además de Prudenzia tuvo otra hija, probablemente nacida en 1627. Artemisia intentó, prácticamente sin éxito, enseñarles el arte de la pintura.
El estilo de Caravaggio, aunque el maestro llevaba muerto más de una década, era aún muy influyente en la Roma de la época y convirtió a muchos pintores en seguidores suyos (llamados Caravaggisti), como el padre de Artemisia; Carlo Saraceni, quien regresó a Venecia en 1620; Bartolomeo Manfredi y Simon Vouet. Sin embargo, los estilos pictóricos en Roma a principios del siglo XVII eran diversos y coexistía la tendencia más clásica, seguida por los discípulos boloñeses de Annibale Carracci y las aventuras barrocas de Pietro da Cortona, sobre todo las gigantescas empresas decorativas, como la bóveda de los salones del palacio Barberini (1633-1639) a la que se ha llamado «acta de nacimiento de la pintura de techos de el Alto Barroco» o del palacio Pamphili en Roma y del palacio Pitti de Florencia.
Versiones de algunas de sus obras

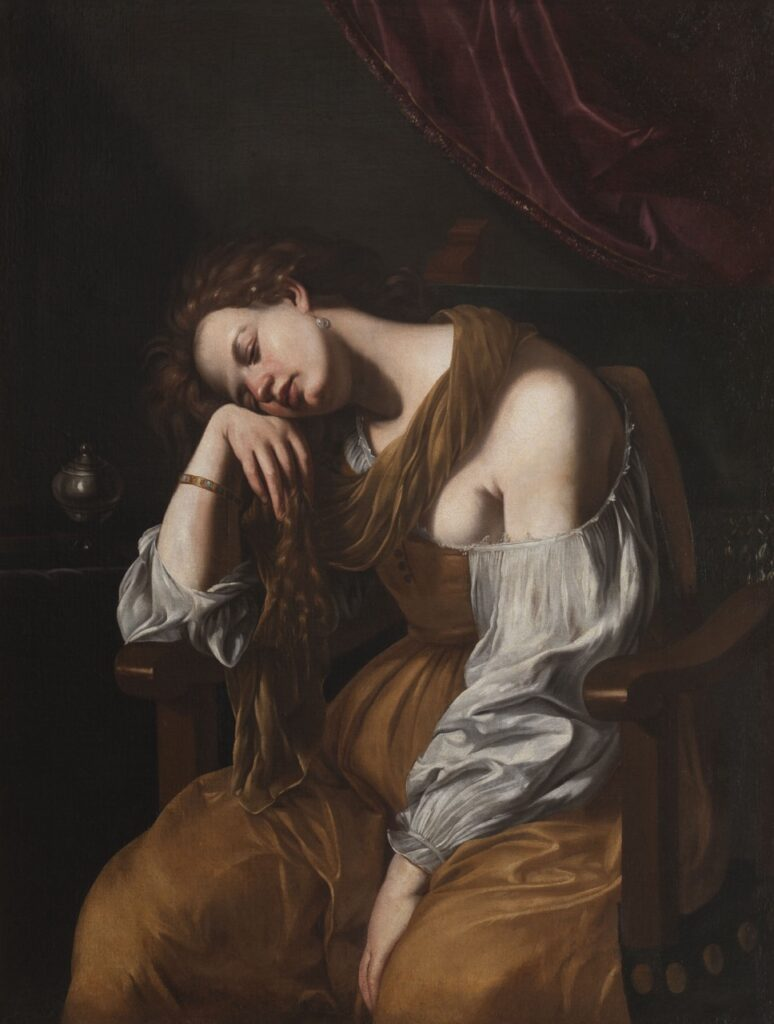
María Magdalena penitente, h. 1625, óleo sobre lienzo. Sala del Tesoro, catedral de Sevilla, España.

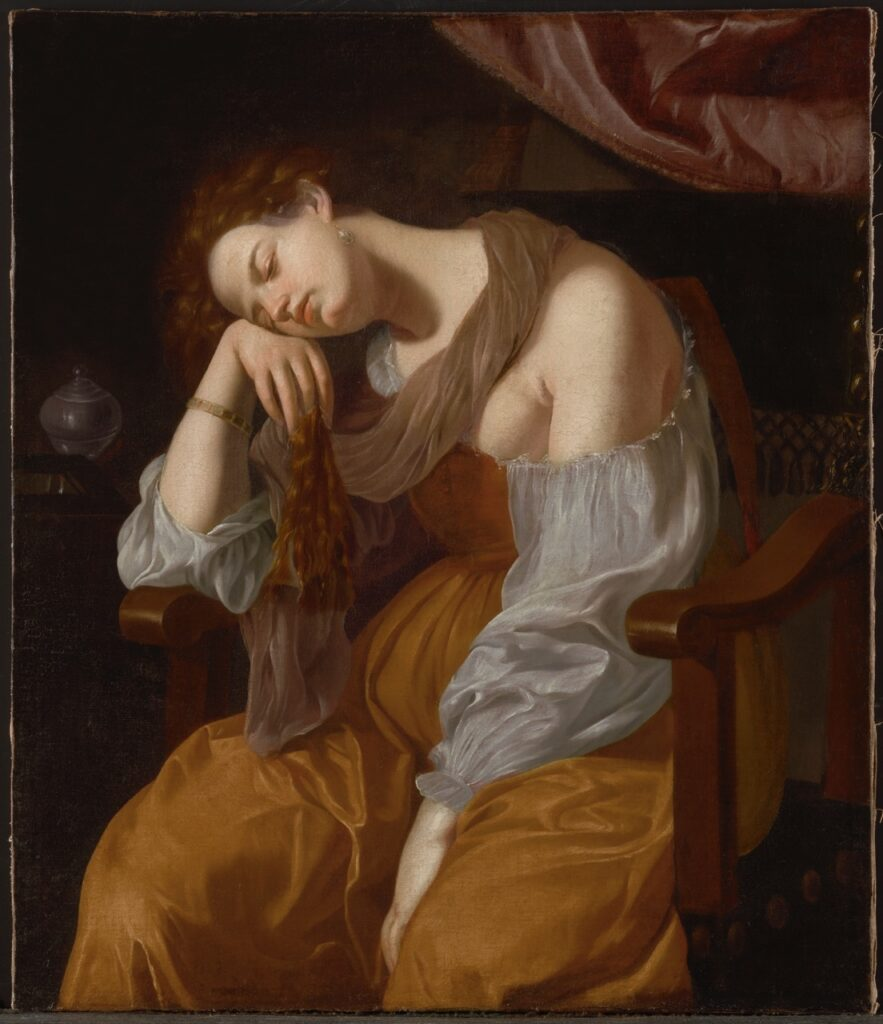
Atribuido a Artemisia Gentileschi. Magdalena penitente, óleo sobre lienzo, 108,8 x 93 cm, Kimbell Art Museum, Fort Worth (Texas)

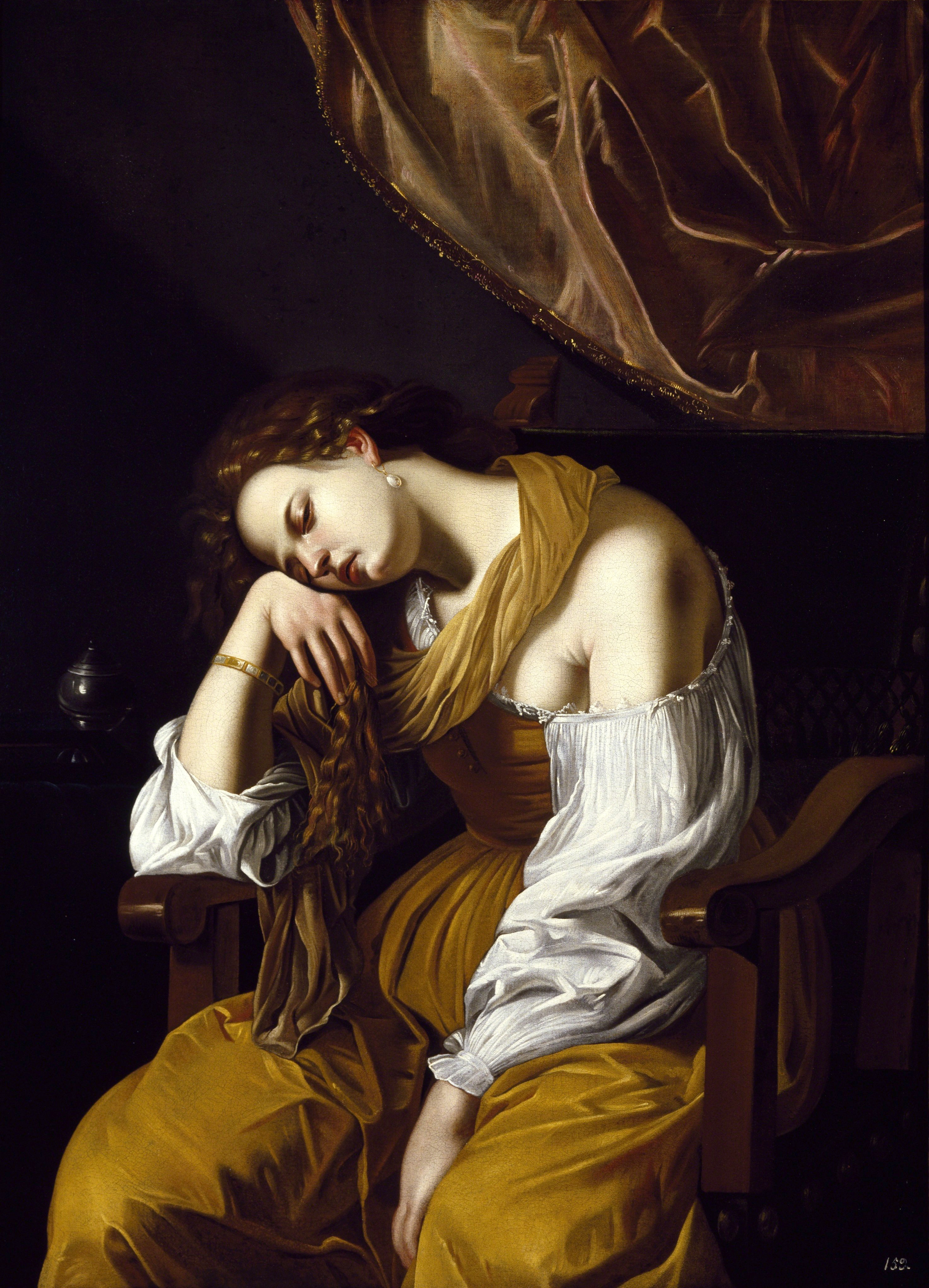
Seguidor de Artemisia Gentileschi. María Magdalena como la Melancolía, Ciudad de México, Museo Soumaya, Fundación Carlos Slim.

Como sucede con otros pintores, de algunas de las obras de Artemisia Gentileschi se conocen diferentes versiones, algunas pintadas por ella misma o por sus seguidores. Ejemplos de ello son la Judit decapitando a Holofernes de la Galería Uffizi de Florencia o la María Magdalena como melancolía de la Sala del Tesoro de la catedral de Sevilla. Encargada por el virrey español en Nápoles, Fernando Afán de Ribera y Téllez-Girón, III conde de Alcalá, pasó de su palacio en la Casa de Pilatos a la catedral hispalense al dispersarse su patrimonio tras su muerte. Fue restaurada en 2025 en el Museo del Prado para su exposición en la muestra antológica dedicada a la pintora en el Museo Jacquemart-André de París. La tela, despojada de repintes, entre ellos el velo que cubría parte del pecho, ha recuperado su esplendor original, confirmándose la autografía al apreciarse en el análisis radiográfico numerosos cambios en la fase de color sobre el planteamiento inicial, cambios propios de una obra original que no se encuentran en las copias. Otra versión de excelente calidad, atribuida también a la pintora, apareció en el comercio parisino y tras su restauración por Adam Williams Fine Arts fue adquirida por el Kimbell Art Museum de Fort Worth (Texas). El Museo Soumaya de la Ciudad de México conserva una tercera versión, considerada copia o réplica de la versión sevillana antes de que esta saliera de Roma.
Un caso similar en la producción de Artemisia se encuentra también en la relación entre la Judit de los Uffizi y la de Nápoles. La composición es básicamente la misma. La obra de los Uffizi fue encargada por Cosme II de Médici, gran duque de Toscana, que solicitó una composición que replicara el cuadro anterior. Esto permite comprender cómo «las segundas versiones de Artemisia (...) son tan deseables como las versiones originales».
En Roma, meta obligada de artistas de toda Europa durante el siglo XVII debido al mecenazgo de papas y allegados, Artemisia fue testigo de las novedades artísticas que se producían relacionándose con los pintores de su entorno. Entró a formar parte de la Accademia dei Desiosi, hecho que fue celebrado con un retrato grabado, cuya dedicatoria rezaba: Pincturare miraculum invidendum facilius quam imitandum («en el milagro de la pintura es más fácil envidiar que imitar»). De esta misma época data su amistad con Cassiano dal Pozzo, un humanista, coleccionista y gran mecenas de las bellas artes.
Sin embargo, a pesar de su reputación artística, su fuerte personalidad y la red de buenas relaciones, Roma no fue tan lucrativa como ella esperaba. Se apreciaba su arte en los retratos y su habilidad para poner en escena a las heroínas bíblicas, pero a ella le estaban vedados los ricos encargos de ciclos de frescos y de los grandes retablos. La ausencia de suficiente documentación hace difícil seguir los movimientos de Artemisia en este periodo. Es seguro que en 1626-27 se trasladó a Venecia, quizá en busca de encargos más lucrativos: lo documentan los homenajes que recibió de los letrados de la ciudad de la laguna que alabaron la calidad de la pintora.
Aunque a veces es difícil datar sus pinturas y es a menudo motivo de divergencia entre los críticos de arte, es verosímil asignarle estos años el Ritratto di gonfaloniere (Retrato de un gonfaloniero), hoy en Bolonia, único ejemplo conservado hasta ahora de su célebre habilidad como retratista; la Giuditta con la sua ancella (Judit y su doncella), hoy en el Instituto de Artes de Detroit, que refleja el dominio de la pintora sobre los efectos de claroscuro de la luz de la vela; su Venere Dormiente (Venus durmiente) y su Ester ed Assuero (Ester y Asuero), ubicado en el Museo Metropolitano de Arte de Nueva York, que testimonia su asimilación de las lecciones del luminismo veneciano.

### Nápoles y el período inglés (1630-1653)

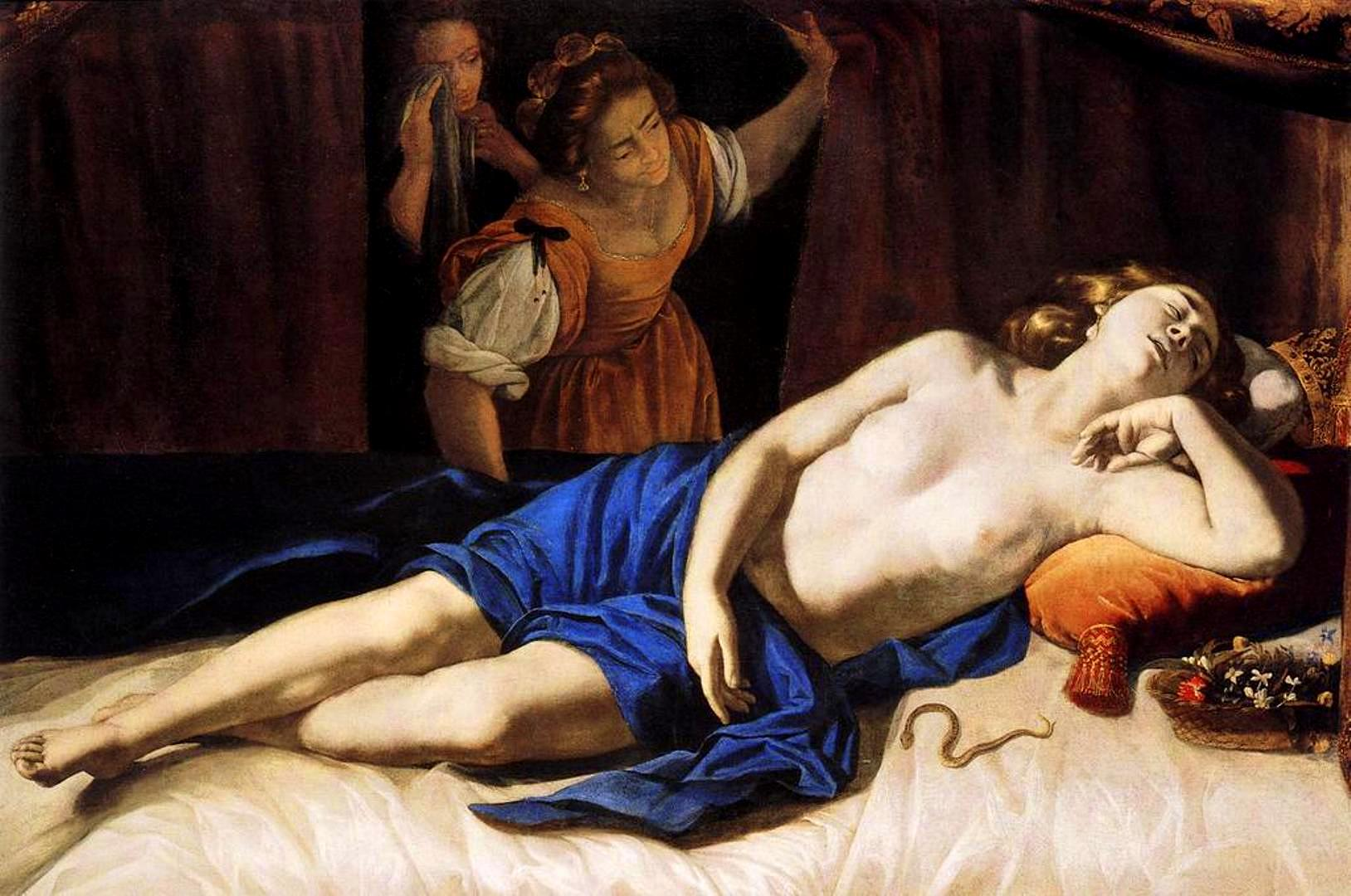
Cleopatra, 1633-35. Colección privada.

En 1630 Artemisia se trasladó a Nápoles, una ciudad rica con talleres y amantes del arte, en busca de nuevas y más lucrativas oportunidades laborales. Muchos otros artistas, incluyendo a Caravaggio, Annibale Carracci o Simon Vouet habían estado en Nápoles durante algún momento de sus vidas y, en aquella época, José de Ribera, Massimo Stanzione y Domenichino estaban trabajando allí y más tarde, Giovanni Lanfranco y muchos otros acudirían a esta ciudad.
El debut napolitano de Artemisia está representado por la Anunciación en el Museo de Capodimonte. Permaneció en Nápoles durante el resto de su carrera con la excepción de su breve estancia en Londres y algún otro viaje. Nápoles (para constante lamento por Roma) representó para Artemisia una especie de segunda patria donde ocuparse de su familia (ambas hijas se casaron en Nápoles, con dote propia). Recibió muchas pruebas de la gran estima en la que se la tenía y estuvo en buenas relaciones con el virrey, Fernando Afán de Ribera y Téllez-Girón, duque de Alcalá. Tuvo relaciones de intercambio con sus pares y con los mayores artistas que allí estaban, comenzando por Massimo Stanzione, con quien, según el escritor del siglo XVIII Bernardo de' Dominici, comenzó una colaboración artística basada en una auténtica amistad y parecidos artísticos.
En Nápoles, por primera vez, Artemisia empezó a trabajar en cuadros para una catedral, dedicados a San Gennaro nell'anfiteatro di Pozzuoli (San Jenaro en el anfiteatro de Pozzuoli) en Pozzuoli. Durante su primer periodo napolitano pintó Nascita di San Giovanni Battista (Nacimiento de san Juan Bautista) que se conserva en el Museo del Prado de Madrid, y Corisca e il satiro (Corisca y el sátiro), en una colección privada. En estas pinturas Artemisia demuestra nuevamente su capacidad de renovarse según los gustos artísticos de su tiempo y de manejar diferentes temas, en lugar de las usuales Judith, Susana, Betsabé y Magdalena penitente, por las que ya era conocida. Muchas de estas pinturas fueron colaboraciones con otros artistas; Betsabé, por ejemplo, se atribuyó a Artemisia, a Codazzi y a Gargiulo.

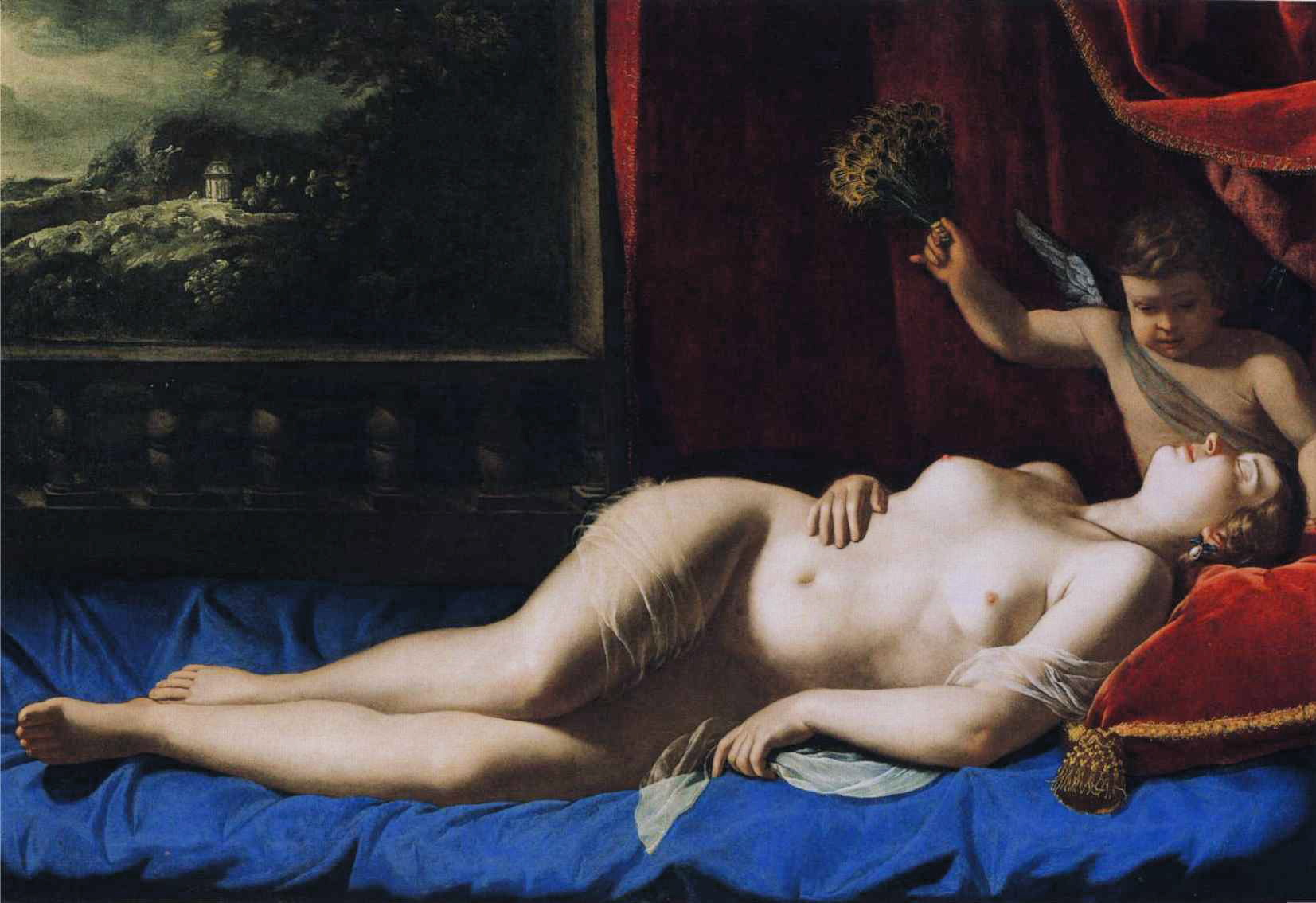
Venus durmiente, c. 1630, Museo de Bellas Artes de Virginia.

En 1638 Artemisia se reunió con su padre en Londres en la corte de Carlos I de Inglaterra, donde Orazio se convirtió en pintor cortesano y recibió el importante encargo de decorar un techo en la Casa delle Delizie de la reina Enriqueta María de Francia en Greenwich; la alegoría del Trionfo della pace e delle Arti (Triunfo de la Paz y de las Artes). El padre y la hija estaban una vez más trabajando juntos, aunque ayudar a su padre probablemente no fuera su única razón para viajar a Londres: Carlos I la había llamado a su corte y no era posible rechazarlo. Este rey era un coleccionista fanático, dispuesto a arruinar las finanzas públicas para satisfacer sus deseos artísticos. La fama de Artemisia probablemente lo intrigase, y no es una coincidencia que su colección incluyera un cuadro muy sugerente, el Autoritratto in veste di Pittura (Autorretrato como la Alegoría de la Pintura).
Orazio murió repentinamente, cuidado por su hija, en 1639. Artemisia tuvo que cumplir sus propios encargos después de la muerte de su padre, aunque no hay obras que puedan asignarse con certeza a este periodo. Se sabe que Artemisia ya había abandonado Inglaterra en 1642, cuando se producían las primeras escaramuzas de la guerra civil.

### Segundo período napolitano
No se sabe mucho de sus movimientos posteriores. Se cree que partió definitivamente a Nápoles en 1642 donde pasó el resto de su vida. En 1649 estaba de nuevo en la ciudad partenopea, en correspondencia con Antonio Ruffo de Sicilia quien se convirtió en su mecenas y buen comitente durante su segundo período napolitano. La última carta conocida a su mecenas data de 1650 y deja claro que ella estaba aún plenamente en activo.
Se pensó que Artemisia había muerto en 1653. Evidencias recientes, sin embargo, muestran que aún aceptaba encargos en 1654, aunque dependía cada vez más de su asistente, Onofrio Palumbo. Por lo tanto, puede especularse con su muerte en la devastadora plaga que asoló Nápoles en 1656 y virtualmente barrió a toda una generación de artistas napolitanos. Algunas obras de este período son Susanna e i vecchioni (Susana y los viejos) hoy en Brno y Madonna e Bambino con rosario (Virgen con el Niño y un rosario) hasta 2022 en El Escorial. y actualmente en el gabinete de la reina del Palacio Real de la Granja de San Ildefonso en Segovia, producto de una reorganización de la colección. 
Su tumba se encontraba en la iglesia de San Giovanni Battista dei Fiorentini (San Juan de los Florentinos) de Nápoles, que fue demolida tras la Segunda Guerra Mundial. En su lápida estaba escrito HEIC ARTEMISIA. Después de su muerte fue prácticamente olvidada hasta el siglo XX.

## Estilo y valoración

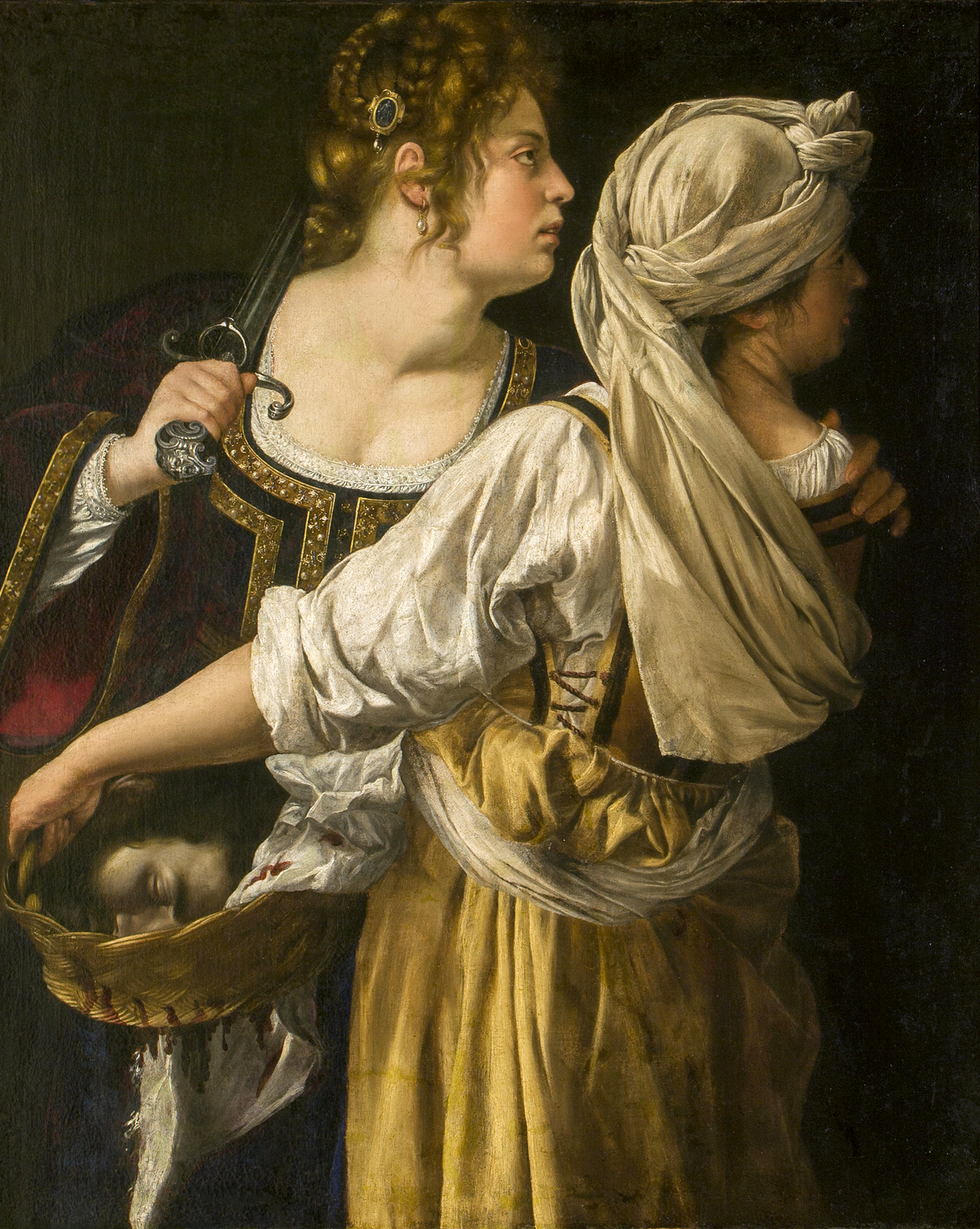
Judit y su doncella (1618-1619), Palazzo Pitti, Florencia.

Artemisia Gentileschi pintó cuadros históricos y religiosos en un momento en que estos temas heroicos eran considerados inadecuados para el espíritu femenino. Retocó y modificó obras de su padre y las dotó de un realismo que antes no tenían. Les añadió una atmósfera dramática, acentuando el claroscuro a la manera de Caravaggio, y de esta forma contribuyó al desarrollo de un «caravaggismo violento».
Un ensayo de 1916 del crítico italiano de arte Roberto Longhi titulado Gentileschi padre e figlia (Gentileschi padre e hija) tuvo el mérito de llamar la atención de la crítica sobre la estatura artística de Artemisia Gentileschi en el ámbito de los caravaggistas en la primera mitad del siglo XVII, si bien en su apasionado estudio resulta exagerada la afirmación final de que Artemisia fue «la única mujer en Italia que supo algo sobre pintura, colorido, empaste y otros fundamentos». Del mismo modo apasionado es su análisis del Judit decapitando a Holofernes conservado en los Uffizi, en el que Longhi llama la atención sobre la luminiscencia de seda de los vestidos (con ese amarillo inconfundible de la autora), la pincelada minuciosa al representar las joyas y las armas y, sin detenerse, pregunta:

¿Quién pensaría de hecho que sobre un lienzo estudiado de candor y sombras valiosas dignas de un Vermeer una generosidad natural pudiera acontecer una matanza tan brutal y sangrienta? [...] pero - es lógico decirlo - ¡esta es una mujer terrible! ¿Una mujer pintó todo esto? (...) No hay nada sádico aquí, en lugar de ello lo que más impresiona es la impasibilidad de la pintora, que fue incluso capaz de darse cuenta de cómo la sangre, al chorrear violentamente, ¡podía decorar con dos líneas de gotas al vuelo la zona central! ¡Increíble, os digo! Y también por favor ¡den a la Sra. Schiattesi - el nombre de casada de Artemisia - la oportunidad de elegir el puño de la espada! Al final, ¿no creen que el único propósito de Judit es apartarse todo lo posible para evitar que la sangre pueda manchar su novísimo vestido de seda amarilla? Pensemos, de todas formas, que ese es un vestido de Casa Gentileschi, el guardarropa más refinado de la Europa del siglo XVII, después de Van Dyck.
Roberto Longhi, Gentileschi padre e figlia, 1916

En un artículo del catálogo de la exposición «Orazio e Artemisia Gentileschi» que tuvo lugar en Roma en 2001 (y después en Nueva York), Judith W. Mann da una nueva interpretación de la Artemisia como «mujer terrible»:

Semejante opinión presupone que todo el potencial creativo de Artemisia es sólo sobre mujeres fuertes y capaces, hasta el punto de que parece imposible imaginarla ocupada en imágenes religiosas convencionales, como una Virgen María con Niño o una virgen que acoge sumisamente la Anunciación; y además se dice que la artista rehusó modificar su interpretación personal de esos temas para acomodarse a las preferencias de una clientela compuesta básicamente por hombres. El estereotipo causa un doble efecto restrictivo: induce a los críticos a dudar la atribución de aquellas pinturas que no se corresponden con el modelo preestablecido y a atribuir un valor inferior a aquellos cuadros que no cumplen con el cliché.

La crítica más reciente, comenzando por la difícil reconstrucción del catálogo total de los Gentileschi, intenta dar una lectura menos restrictiva de la carrera de Artemisia, colocándola más apropiadamente en el contexto de los diferentes ambientes artísticos en los que la pintora participó activamente. Las palabras de Judith Walker Mann, una académica que también ayuda a cambiar el enfoque de la experiencia biográfica de Gentileschi a la más estricta artística:

Hoy en día se utiliza únicamente el nombrar a Artemisia Gentileschi para evocar una pintura dramática, poblada de figuras femeninas energéticas representadas de una manera directa y sin concesiones, y que se relaciona y se integra con los acontecimientos de la vida de la artista.
Judith Walker Mann, Artemisia y Orazio Gentileschi, Milán, Skira, 2001 p. 249

## Rasgos feministas en la obra de Artemisia

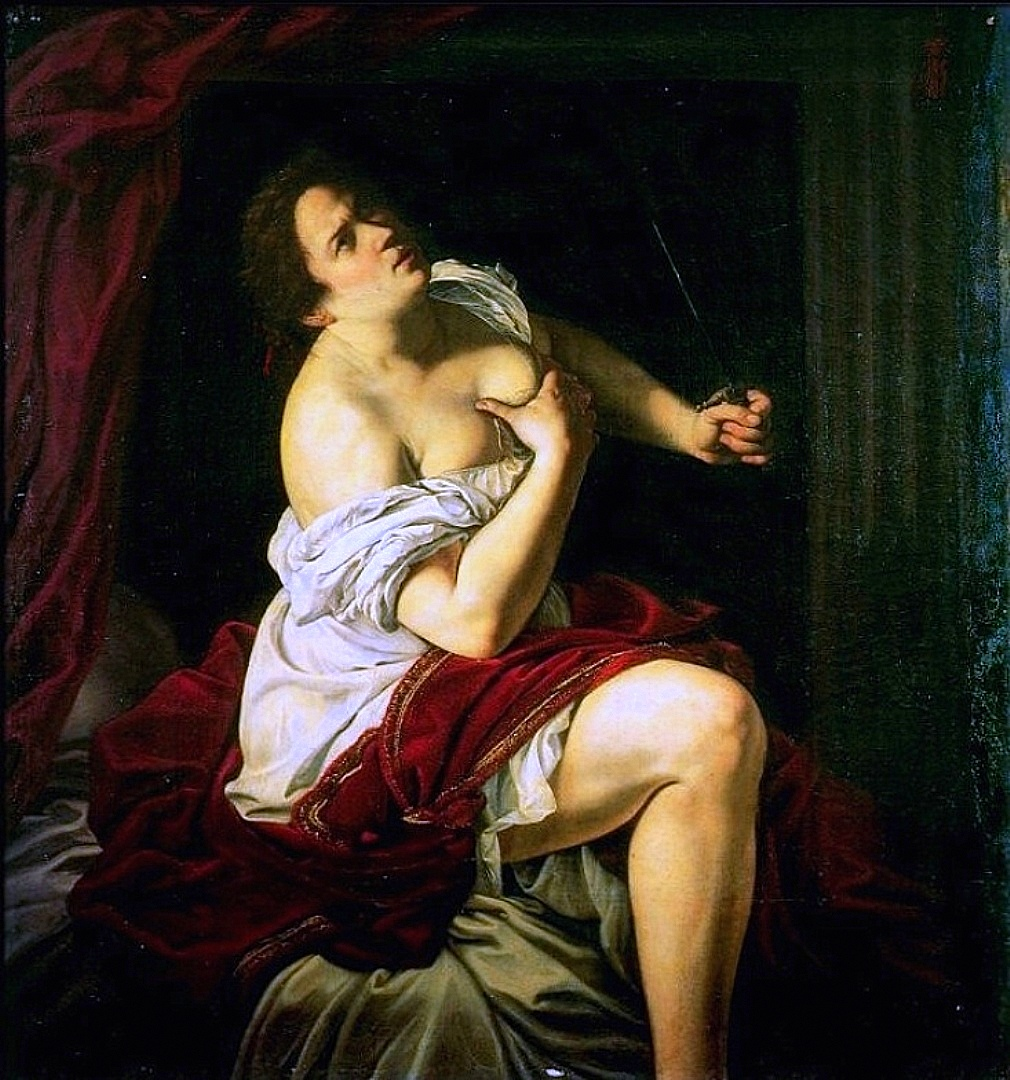
Lucrecia, c. 1629-1621, Palacio Cattaneo-Adorno, Génova.

El interés feminista en Artemisia Gentileschi se inició en la década de 1970, cuando la historiadora del arte feminista Linda Nochlin publicó un artículo titulado ¿Por qué no han existido grandes artistas mujeres? en el que esa pregunta fue analizada. El artículo exploró la definición de «grandes artistas» y cómo las instituciones opresivas, y no la falta de talento, han impedido que las mujeres alcancen el mismo nivel de reconocimiento que los hombres recibieron en el arte y en otros campos. Nochlin dijo que los estudios sobre Artemisia y otras artistas femeninas «valían la pena» para «aumentar nuestro conocimiento sobre los logros de las mujeres y de la historia del arte en general». Según el prólogo de Douglas Druick en Violence & Virtue: Artemisia’s Judith Slaying Holofernes, de Eve Straussman-Pflanzer, el artículo de Nochlin llevó a los académicos a hacer un mayor intento de «integrar a las mujeres artistas en la historia del arte y la cultura».
La especialista en arte feminista Teresa Alario considera que en la obra de Artemisia pueden detectarse «rasgos de feminismo» en tanto que no acepta los modelos establecidos de feminidad. Es una artista, destaca Alario, que en su momento accedió a altas cuotas de independencia personal y reconocimiento de su valía creativa y ofrece algunos rasgos que «se enfrentan firmemente con los tópicos misóginos dominantes de la época».
Aunque el mito de la mujer valerosa y excepcional formaba parte también del imaginario dominante, la forma en que Artemisa representa estas figuras parece querer negar —señala Alario— la inferioridad oral y fisiológica que el discurso misógino de la época atribuía al sexo femenino. Las figuras protagonistas femeninas de su pintura tienen una actitud especial de coraje y llenas de fuerza física y moral que se resisten a ser controladas, sin que haya correlato en los personajes masculinos.
Artemisia era su propia agente y administradora de su obra, en la que predominan las mujeres-símbolo, como por ejemplo Lucrecia, Betsabé, Judit o Cleopatra, enfocadas desde un punto de vista femenino. Por ejemplo, en su cuadro Susana y los viejos, un desnudo que pintó a los dieciséis años, no escoge como era habitual el momento del baño de Susana, sino el instante en el que se marcha asustada por las miradas lujuriosas de los viejos. Otro ejemplo es su Judit y Holofernes, ni joven, ni vulnerable y débil, sino una mujer fuerte de mediana edad, concentrada y que sabe lo que hace, y que además es ayudada por una sirvienta cómplice.

## Artemisia y sus contemporáneas
Entre las mujeres pintoras anteriores o contemporáneas de Artemisia (siglos XVI y XVII) pueden mencionarse:
- Sofonisba Anguissola (nacida en Cremona alrededor de 1530-Palermo alrededor de 1625), fue a España llamada por el rey Felipe II.
- Lavinia Fontana (Bolonia, 1552-Roma, 1614) marchó a Roma[67] por invitación del papa Clemente VIII.
- Fede Galizia (Milán o Trento, 1578-Milán, 1630) pintó bodegones y una Judit con la cabeza de Holofernes.
- Bárbara Longhi (Rávena, 1552-Rávena, 1638), pintora renacentista sometida a las exigencias de la Contrarreforma.

## Repercusión en otros ámbitos

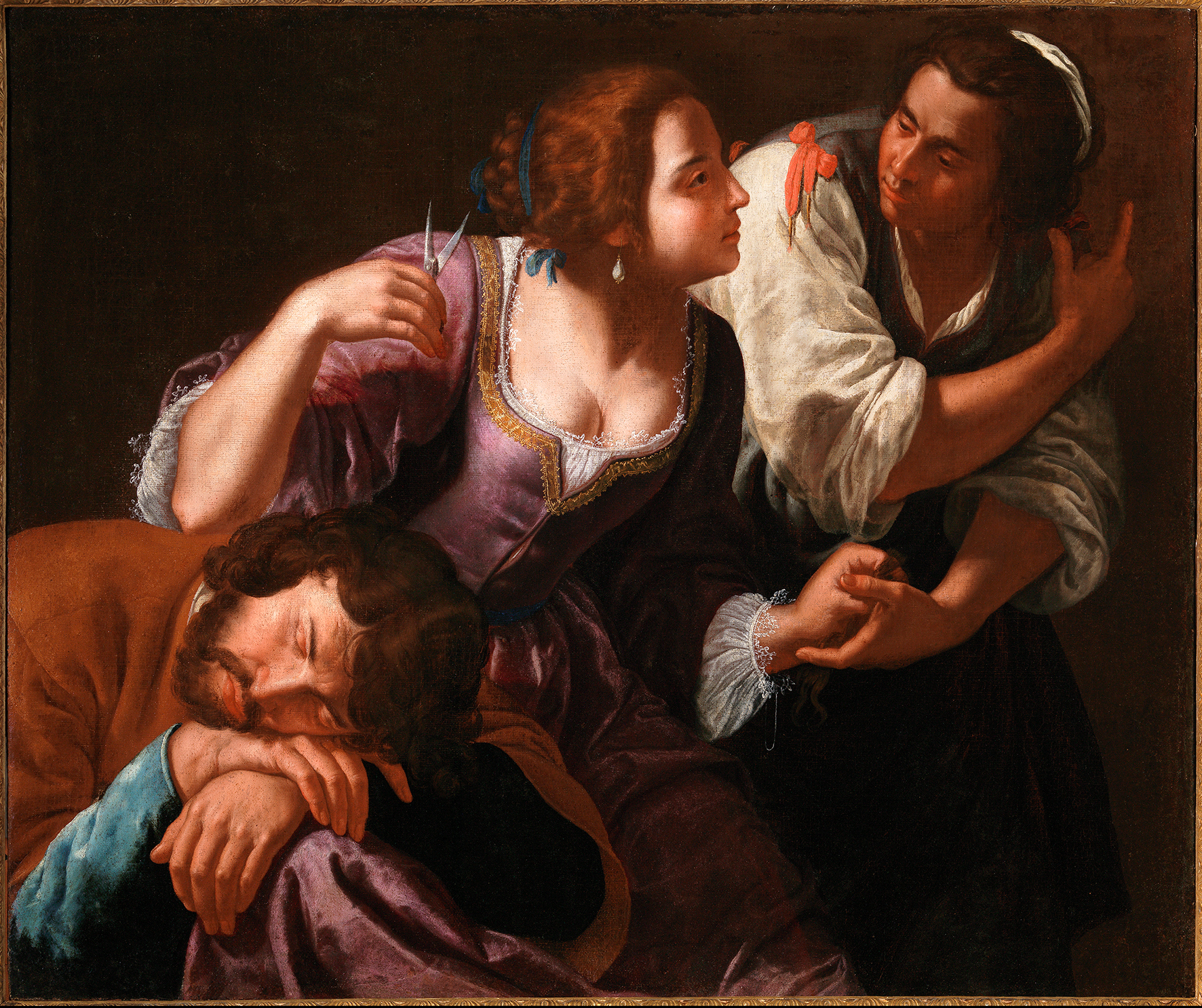
Sansón y Dalila, c. 1630-1638, Banco Commerciale Italiana, Nápoles.

Artemisia Gentileschi forma parte de la instalación de la artista feminista Judy Chicago, The Dinner Party. Esta es una historia simbólica de la mujer en la civilización occidental que representa a 1.038 mujeres de la historia; 39 de ellas están representadas por cubiertos y otras 999 en los nombres que están inscritos en The Heritage Floor sobre el que descansa la mesa.  Judy Chicago celebra el vínculo entre Artemisia Gentileschi y su tema pintado a menudo, Judith, repitiendo la paleta de colores del cubierto. Además, la imagen de la espada que atraviesa la primera letra "A" de "Artemisia" es la misma que la de la "J" de la letra iluminada de Judith, lo que significa la fuerza física y emocional de cada mujer. La letra "A" iluminada en la estela de Gentileschi está compuesta por el pincel y la paleta de una artista, lo que representa su vida como artista.
La primera novela sobre Artemisia Gentileschi fue Artemisia de Anna Banti. El primer borrador del texto, manuscrito databa de 1944, y se perdió en el transcurso de la Segunda Guerra Mundial. En 1947, hizo un nuevo borrador, titulado Artemisia, en el que Banti dialogaba con la pintora a modo de “diario abierto”, con el que buscaba (de forma paralela al relato de la adolescencia y madurez de Artemisia) explicarse a sí misma la fascinación que sentía y la necesidad de dialogar –«de mujer a mujer»– sobre los temas de los que tantas veces había hablado con Pietro Longhi, su marido, historiador del arte. En España, Artemisia se publicó por Ediciones Cátedra en 1992 traducida por Carmen Romero, y fue reeditada en 2008 por Alfabia, con un ensayo introductorio de Susan Sontag.
Más de cincuenta años más tarde, en 1999, la escritora francesa Alexandra Lapierre llevó también a la literatura la vida de la pintora, usando como leitmotiv la relación de afecto y de rivalidad profesional entre padre e hija. Fue publicada en castellano con el título de Artemisia, por Editorial Planeta y posteriormente por Planeta DeAgostini.
Así mismo, Artemisia y, más específicamente, su cuadro Judit decapitando a Holofernes son mencionados en la obra de Wendy Wasserstein del año 1988 The Heidi Chronicles, cuya protagonista, Heidi, imparte un curso sobre las pintoras de la historia del arte.
Por su parte, la dramaturga canadiense Sally Clark escribió una obra de teatro basada en los acontecimientos que llevaron al rapto de Artemisa, con el título Life Without Instruction, a partir de un encargo del Teatro Nightwood en 1988. En 1990, esa pieza se montó bajo la dirección de Kate Lushington y Jackie Maxwell y fue estrenada con dicho título en el Teatro Plus de Toronto el 2 de agosto de 1991. 
Entre las obras publicadas en España, Maria Àngels Anglada tituló Artemisia su novela de 1989 (originalmente en catalán); en 1998 apareció traducida Artemisia Gentileschi, de Rauda Jamis, de Circe Ediciones; y en 2006, la obra de Susan Vreeland titulada The Passion of Artemisa (La pasión de Artemisia). En 2005, Ángeles Caso le dedicó un capítulo de su ensayo Las olvidadas, una historia de mujeres creadoras.
En 2008 los dramaturgos españoles Antonio Cremades y Pedro Montalbán Kroebel obtuvieron el IX Premio de textos teatrales Alejandro Casona que otorga el Principado de Asturias por la obra Perspectivas para un cuadro. El texto, que fue publicado en 2011, narra las circunstancias de la violación de Artemisia y el juicio que siguió, y lo alterna con la historia bíblica de Judit y Holofernes. Ambas tramas se alternan para confluir finalmente en la elaboración del cuadro Judit decapitando a Holofernes, en la que se insinúa que Artemisia pintó el rostro de Holofernes con las facciones de su violador, el pintor Agostino Tassi.
En el plano cinematográfico, se cita a la francesa Agnès Merlet con su película Artemisia, protagonizada por Valentina Cervi y, dentro del género documental, en 1992 ya se había rodado una producción canadiense para televisión. En 2020 se estrenó el documental italiano, dirigido por Jordan River, Artemisia Gentileschi, pintora guerrera, que hace un recorrido por su vida.

## Principales obras

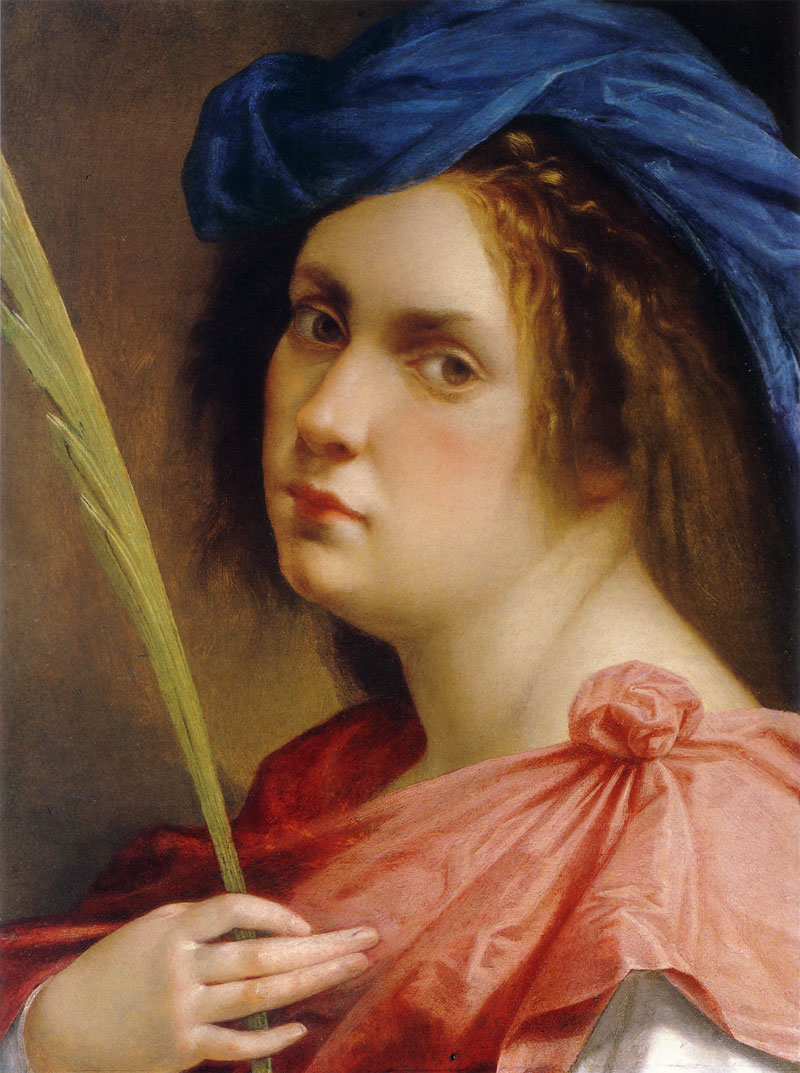
Autorretrato como mártir, Colección privada.

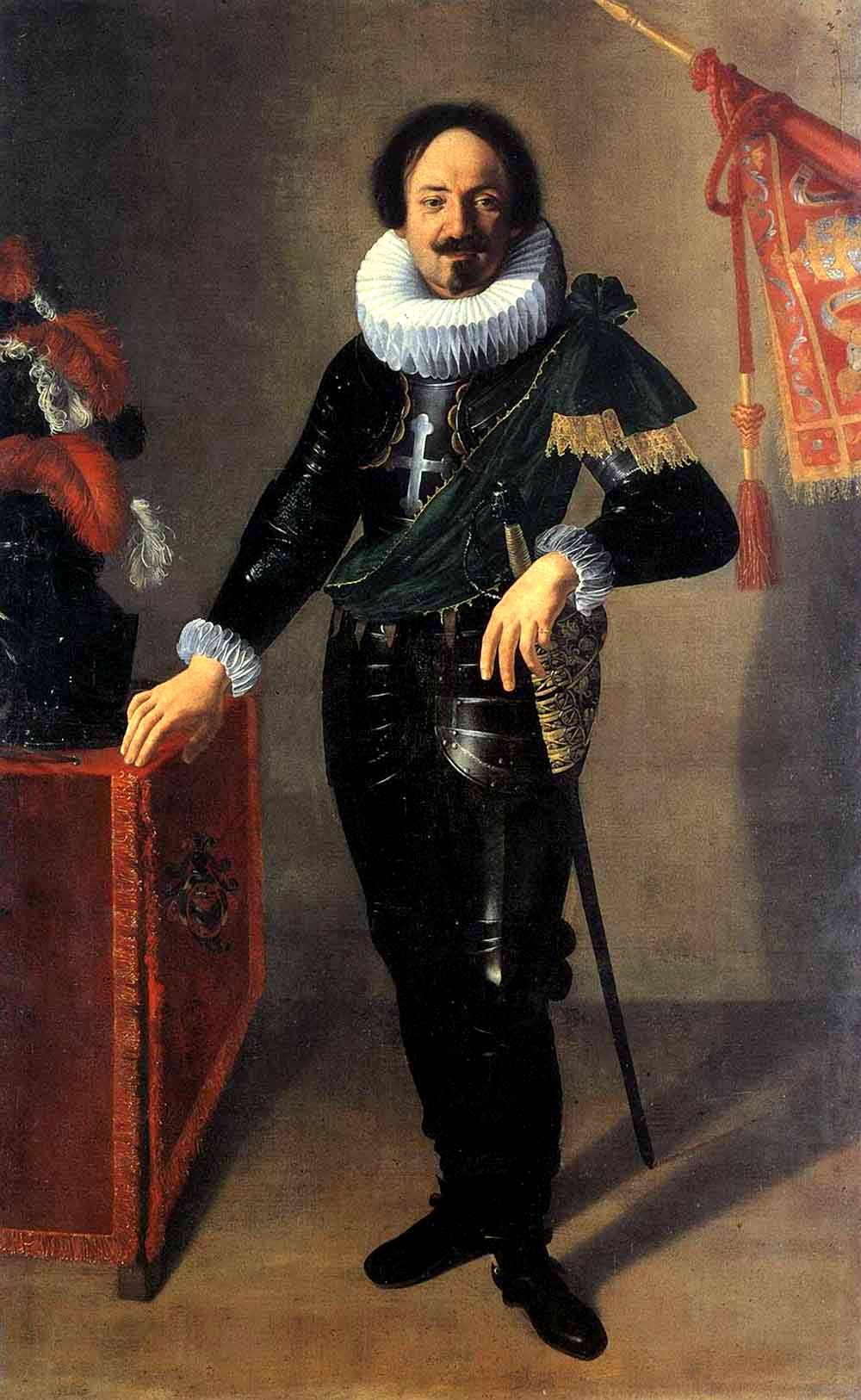
Retrato de un confaloniero, Palacio de Accursio, Bolonia.

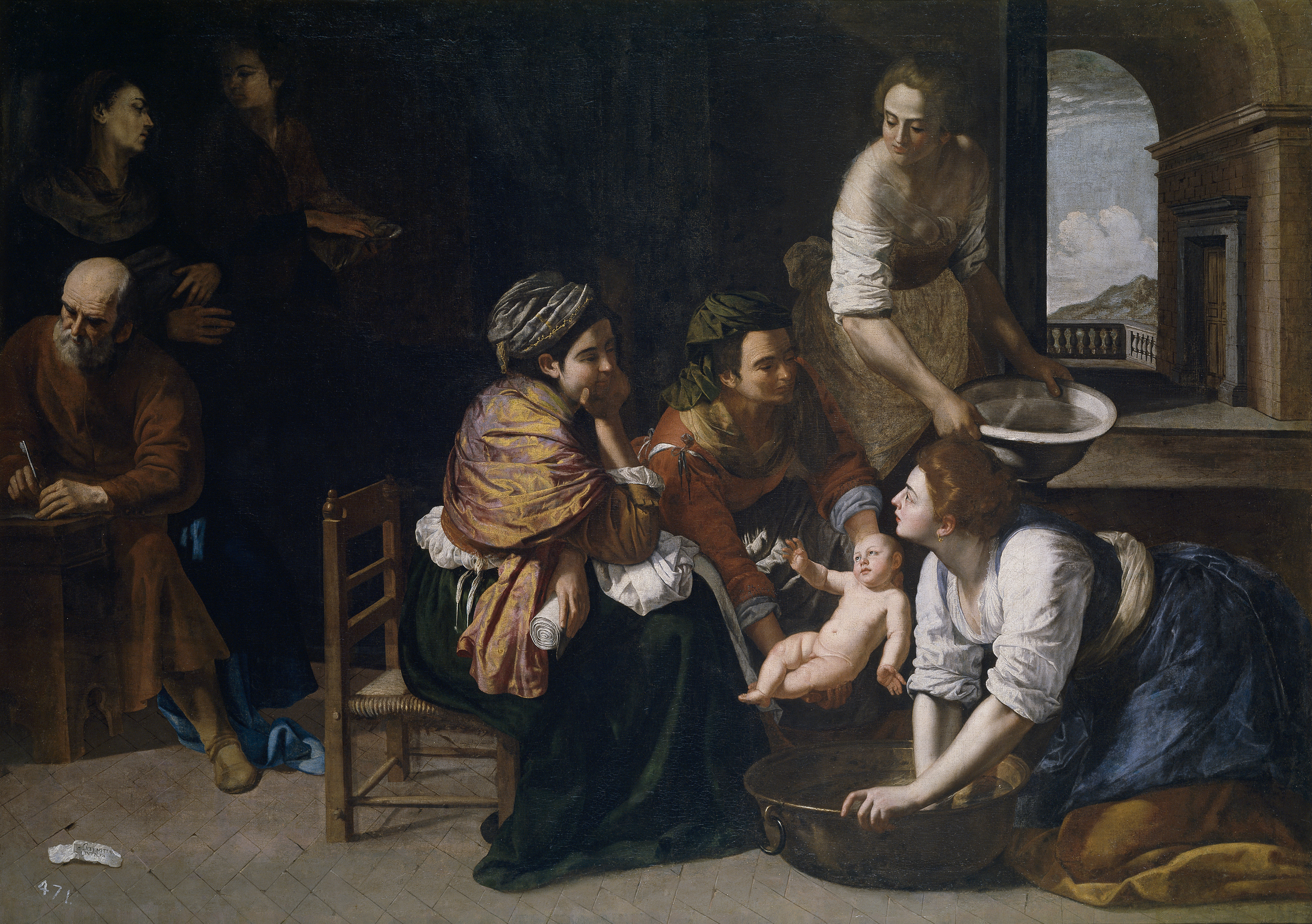
Nacimiento de san Juan Bautista, Museo del Prado, Madrid.

A continuación se listan las principales obras de Gentileschi con su fecha de realización y ubicación:
- Susana y los viejos, Colección del conde de Schönborn, Pommersfelden, 1610.
- Virgen con el Niño, Galería Spada, Roma, 1610-11.
- Judit decapitando a Holofernes, Museo de Capodimonte, Nápoles, 1612-13.
- Dánae, Museo de Arte de San Luis, San Luis, (Misuri), h. 1612.
- Judit decapitando a Holofernes, Galleria degli Uffizi, Florencia, h. 1613.
- Minerva, Sopraintendenza alle Gallerie, Florencia, h. 1615.
- Autorretrato como mártir, colección privada, h. 1615.
- Alegoría de la Inclinación, Casa Buonarroti, Florencia, 1615-16.
- Magdalena penitente, colección privada (Marc A. Seidner Collection, Los Ángeles), h. 1615-16.
- La Conversión de la Magdalena, Galleria Palatina, Palacio Pitti, Florencia, 1615-16.
- Autorretrato como tañedora de laúd, Curtis Galleries, Minneapolis, h. 1615-17.
- Judit y su doncella, Galleria Palatina, Palacio Pitti, Florencia, 1618-19.
- Santa Catalina de Alejandría, Galleria degli Uffizi, Florencia, h. 1618-19.
- Jael y Sísara, Museo de Bellas Artes, Budapest, 1620.
- Cleopatra, Collezione della Fondazione Cavallini-Sgarbi, Ferrara, h. 1620.
- Alegoría de la Pintura, Museo de Tessé, Le Mans, 1620-30.
- Santa Cecilia, Galería Spada, Roma, h. 1620.
- Cleopatra, colección Amedeo Morandorri, Milán, 1621-22. (considerado por algunos estudiosos como obra de su padre).
- Retrato de un confaloniero, colección Comunali d'Arte, Palacio de Accursio, Bolonia, 1622.
- Susana y los viejos, The Burghley House Collection, Stamford, Lincolnshire, 1622.
- Lucrecia, Gerolamo Etro, Milán, h. 1623-25.
- María Magdalena como la Melancolía, Sala del Tesoro de la catedral de Sevilla, h. 1625.
- Judit y su doncella, Detroit Institute of Arts, h. 1625-27.
- Venus durmiente, Colección Barbara Piasecka Johnson, Princeton, Nueva Jersey, 1625-30.
- Ester y Asuero, Museo Metropolitano de Arte, Nueva York, h. 1628-35.
- Anunciación, Museo de Capodimonte, Nápoles, 1630.
- Corisca y el sátiro, colección privada, 1630-35.
- Clio, la Musa de la Historia, colección privada (colección Wildenstein, Nueva York), 1632.
- Aurora, colección privada, Roma.
- Nacimiento de San Juan Bautista, Museo del Prado, Madrid, h. 1633-35.
- Cleopatra, colección privada, Roma, h. 1633-35.
- Lot y sus hijas, Museo de Arte, Toledo, Ohio, h. 1635-38.
- David y Betsabé, Neues Palais, Potsdam, h. 1635.
- Violación de Lucrecia, Neues Palais, Potsdam.
- David y Betsabé, Palacio Pitti, Depósitos, Florencia, h. 1635.
- San Genaro del anfiteatro de Pozzuoli, Museo de Capodimonte, Nápoles, 1636-37.
- San Proclo y Nicea, Museo de Capodimonte, Nápoles, 1636-37.
- Adoración de los Magos, Museo Nacional de San Martino, Nápoles, 1636-37.
- David y Betsabé, Museo de Arte, Columbus, Ohio, h. 1636-38.
- Autorretrato como alegoría de la Pintura, Royal Collection de la Reina Isabel II, Castillo de Windsor, 1638-39
- Venus abrazando a Cupido, colección privada, 1640-50.
- Una alegoría de la Paz y del Arte bajo la Corona inglesa, Malborough House, Londres, 1638-39 (en colaboración con Orazio Gentileschi).
- Susana y los viejos, Moravska Galerie, Brno, 1649.
- Virgen con el Niño con rosario, Palacio Real de la Granja de San Ildefonso, gabinete de la reina,1651. (Desde 2022)[83]
- María Magdalena en éxtasis.
- Santa Apolonia, Museo Soumaya, Ciudad de México, c. 1642-1644.

### Novelas
- Anglada i d'Abadal, Maria Àngels (1989). Artemísia (en catalán). Barcelona: Columna Edicions. ISBN 8478090908.
- Banti, Anna (1997). Artemisia. Barcelona: Alfabia. Archivado desde el original el 27 de marzo de 2009. Consultado el 1 de diciembre de 2009.
- Lapierre, Alexandra (1999). Artemisia. Milán: Mondadori. ISBN 8804456485.
- Ortiz, Lourdes (2006). Las manos de Velázquez. Barcelona: Planeta. ISBN 840806813X.
- Pérez Carreño, Francisca (1993). Artemisia Gentileschi. Colección el arte y sus creadores. Madrid: Historia 16.
- Vreeland, Susan (2006). La pasión de Artemisia. Ediciones B. ISBN 978-84-9872-450-9.
- Wasserstein, Wendy (1999). Una guía de estudio para "The Heidi Chronicles" de Wendy Wasserstein (en inglés). Gale Cengage Learning. ISBN 9781410347909.